# Dystrykt Pua
Pua (taj. อำเภอปัว) – dystrykt (amphoe) w centralnej części prowincji Nan w Tajlandii. W 2000 roku liczył 62 tys. mieszkańców.